# کیلب مک‌لافلین
کِیلِب رجینالد مک‌لافلین (به انگلیسی: Caleb Reginald McLaughlin) (زاده ۱۳ اکتبر ۲۰۰۱) بازیگر آمریکایی است. او بیشتر برای بازی در نقش لوکاس سینکلر در سریال چیزهای عجیب شناخته می‌شود.

## اوایل زندگی
مک‌لافلین در شهر کوچک به نام کارمل در حومه نیویورک بزرگ شده است. او پس از گذراندن کلاس پنجم با خانواده به شهر نیویورک نقل مکان کرد.

## فیلم‌شناسی

### سینما
| سال  | عنوان                             | نقش   | یادداشت    |
| ---- | --------------------------------- | ----- | ---------- |
| ۲۰۱۲ | نوآ رویاهایی از اوریگامی فورتیونز | نوآ   | فیلم کوتاه |
| ۲۰۱۹ | پرنده بلند پرواز                  | داریس |            |
| ۲۰۲۰ | گاوچران‌های بتنی                   | کول   |            |
| ۲۰۲۴ | رهایی                             |       |            |

### تلویزیون
| سال        | عنوان                           | نقش                         | یادداشت                          |
| ---------- | ------------------------------- | --------------------------- | -------------------------------- |
| ۲۰۱۳       | نظم و قانون: واحد قربانیان ویژه | بچه                         | قسمت: روان‌پزشکی متولد شده        |
| ۲۰۱۳       | فراموش نشدنی                    | برادر بزرگتر                | قسمت: سده جدید                   |
| ۲۰۱۴       | ابدی                            | الخاندرو                    | قسمت: شکست پاگلیست               |
| ۲۰۱۵       | میخوای چه کاری انجام بدی؟       | خودش / بازیگر مخفی          | ۲ قسمت                           |
| ۲۰۱۶       | سایه‌های آبی                     | جی جی                       | ۳ قسمت                           |
| ۲۰۱۶-اکنون | چیزهای عجیب                     | لوکاس سینکلر                | نقش اصلی                         |
| ۲۰۱۶       | نجیب‌زاده                        | تونی لین                    | قسمت: برای جامعه                 |
| ۲۰۱۷       | نسخه جدید داستان                | ریکی بل (سن ۱۰ تا ۱۵ سالگی) | ۳ قسمت                           |
| ۲۰۱۷       | مسابقه لب‌خوانی                  | خودش                        | قسمت: بازیگران سریال چیزهای عجیب |
| ۲۰۱۸       | فضای نهایی                      | جوانی گری (صدا)             | قسمت: بخش چهارم                  |
| ۲۰۱۸       | جزیره کمپ تابستانی              | روح (صدا)                   | قسمت: شبح پسر                    |

### سریال اینترنتی
| سال  | عنوان       | نقش  | یادداشت                                     |
| ---- | ----------- | ---- | ------------------------------------------- |
| ۲۰۱۹ | جنگ ستارگان | حودش | قسمت: جنگ با ستارگان (همراه با فین ولفهارد) |

### موزیک ویدئو
| سال  | عنوان                                    | خواننده  | یادداشت |
| ---- | ---------------------------------------- | -------- | ------- |
| ۲۰۱۷ | افتتاحیه هفتاد و چهارمین مراسم گلدن گلوب | جیمی فلن |         |
| ۲۰۱۷ | سانتا برای ما می‌آید                      | سیا      |         |

### تئاتر
| سال       | عنوان                           | نقش         | مکان                              |
| --------- | ------------------------------- | ----------- | --------------------------------- |
| ۲۰۱۲–۲۰۱۴ | شیر شاه                         | جوانی سیمبا | تئاتر مینزکوف، برادوی             |
| ۲۰۱۵      | سنگهای نقاشی شده در ریولور کریک | باکی        | مرکز امضاء مربع پرشینگ، آف برادوی |

## جوایز و نامزدی
| سال  | جایزه                     | دسته                                           | نامزد کار   | نتیجه    | Ref.   |
| ---- | ------------------------- | ---------------------------------------------- | ----------- | -------- | ------ |
| ۲۰۱۷ | صفحه جوایز انجمن بازیگران | عملکرد فوق‌العاده توسط یک گروه در یک سریال درام | چیزهای عجیب | برنده    | [ ۹ ]  |
| ۲۰۱۷ | شرط جوایز                 | جایزه ستاره جوان                               | چیزهای عجیب | نامزدشده | [ ۱۰ ] |